# The World Ends with You
The World Ends with You (すばらしきこのせかい, Subarashiki Kono Sekai, litt. C'est un monde merveilleux) est un jeu vidéo de type action-RPG développé par Jupiter et édité par l'entreprise japonaise Square Enix, qui avaient déjà collaboré pour développer Kingdom Hearts: Chain of Memories. Il sort sur Nintendo DS en juillet 2007 au Japon, puis en avril 2008 en Amérique du Nord et en Europe.
The World Ends with You est le tout premier jeu que Square Enix développe pour la Nintendo DS. Il reçoit un très bon accueil de la part des critiques, notamment pour son système de jeu qui utilise au maximum les fonctionnalités de la console, ainsi que pour l'originalité de son scénario et de son univers par rapport aux actions-RPG classiques.
Une version sur iOS est sortie le 27 août 2012 à l'échelle mondiale, sous le titre The World Ends with You –Solo Remix–, puis sur Android le 25 juin 2014. Une version Nintendo Switch, annoncée en janvier 2018 sous le titre The World Ends with You –Final Remix–, est sortie le 27 septembre 2018 au Japon et le 12 octobre 2018 dans le reste du monde.
Une suite intitulée Neo: The World Ends With You a été annoncée le 23 novembre 2020 par Square Enix pour une sortie le 27 juillet 2021.

## Trame

### Univers

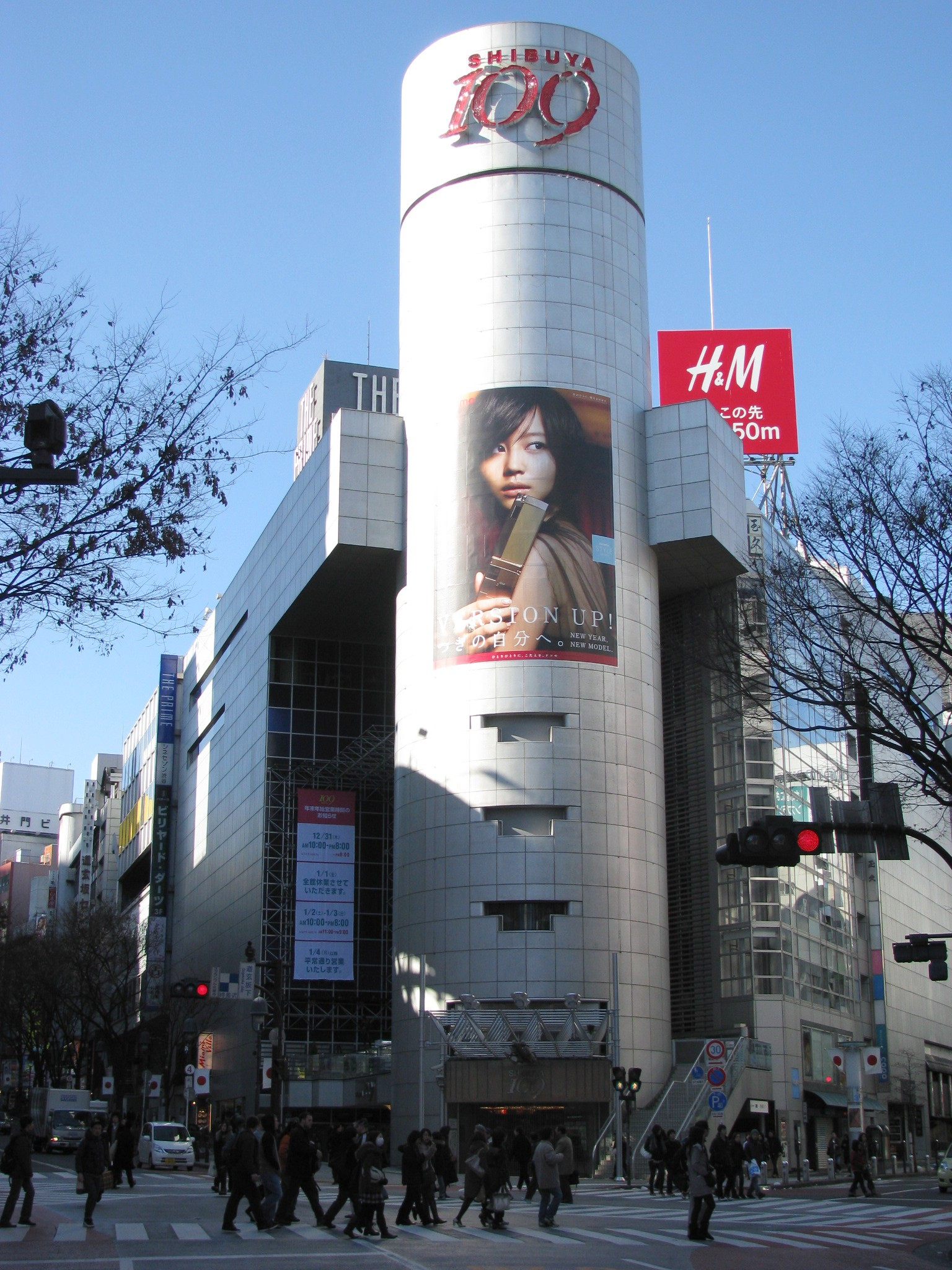
La tour Shibuya 109, un lieu récurrent dans le jeu

The World Ends with You se passe de nos jours dans le quartier tokyoïte de Shibuya. Alors que la vie suit son cours normal dans le Realground (RG), des personnes décédées qui furent « choisies » évoluent dans un plan parallèle nommé l'Underground (UG). Ces personnes doivent jouer au jeu des Reapers, dont les règles ont été établies par le Compositeur (ou Composer en anglais), afin de gagner le droit d’ obtenir une seconde chance dans la vie (ce qu’ils appellent le plus souvent par « le droit d’exister »). Le jeu dure une semaine durant laquelle les joueurs doivent remplir une mission par jour, dont les instructions sont envoyées via leurs téléphones portables. À chaque mission, les Joueurs possèdent un temps imparti instauré par le Maître du Jeu de la semaine, désigné parmi les Reapers et par le Compositeur lui-même et ayant une totale autorité sur tous les Reapers de rang inférieur, sous peine de voir leur existence définitivement effacée. Bien que les Joueurs soient invisibles aux yeux des personnes vivant dans le RG , ils peuvent néanmoins interagir avec certains d’entre eux dans les boutiques (soit avec les Reapers eux-mêmes, soit avec des gérants dont les boutiques portent un symbole de Joueurs); certaines actions commises dans l'UG peuvent avoir des répercussions dans le RG, comme la présence d' Echos (ou Noises) qui peuvent générer des pensées négatives chez des personnes du RG.
Les Joueurs disposent tous d'un badge de Joueur qui leur donne la faculté d'accéder aux pensées des autres personnes ; ils ne peuvent cependant pas scanner les pensées des autres Joueurs et celles des Reapers. Ces derniers ne peuvent cependant pas attaquer directement les Joueurs en dehors du dernier jour de la semaine, jour où les joueurs doivent affronter le Maître du Jeu. Ainsi, les Reapers utilisent des entités négatives nommées les « Echos », représentées la plupart du temps sous la forme d'animaux, pour contrer les Joueurs.

### Personnages

#### Joueurs et alliés
Le jeu met en scène Neku Sakuraba (桜庭 音操, Sakuraba Neku), un garçon de 15 ans asocial portant constamment un casque sur les oreilles, et fan de musique et des tags de CAT, dont la philosophie est « Fais ce que tu veux, comme tu veux, quand tu veux. ». Malgré sa réticence à interagir avec les autres personnes, il doit s'associer avec d'autres joueurs pour survivre dans le jeu des Reapers et apprendre à leur faire confiance. Sa première partenaire est Shiki Misaki (美咲 四季, Misaki Shiki), une fashion-girl de 15 ans s'intéressant beaucoup à la mode et aux vêtements et qui ne se sépare jamais de son chat en peluche Mr. Mew, dont elle se sert comme arme lors des combats ; altruiste et ouverte, elle porte cependant un lourd secret.
Durant la deuxième semaine, Neku participe au jeu en présence de Joshua (ヨシュア, Yoshua), de son vrai nom Yoshiya Kiryu (桐生 義弥, Kiryū Yoshiya), un mystérieux garçon de 15 ans très intelligent qui semble en savoir beaucoup plus sur le fonctionnement du jeu et l'UG que n'importe quel autre joueur, engendrant une certaine méfiance chez Neku envers lui[réf. à confirmer]. Joshua travaille de concert avec Sanae Hanekoma (羽狛 早苗, Hanekoma Sanae), un homme qui tient un café dans le nord-est de Shibuya et qui semble être un « gardien » veillant à ce que les règles du jeu soient respectées, aussi bien par les joueurs que les Reapers ; il aide régulièrement Neku et ses amis, qui l'appellent plus souvent sous le patronyme de « Mr. H ».
Le troisième partenaire de Neku est Beat (ビイト, Biito), de son vrai nom Daisukenojo Bito (尾藤 大輔之丞, Bitō Daisukenojō), qui est en tout point l'exact opposé du personnage principal, en dehors de l'âge. Très têtu et impulsif, il possède cependant un grand cœur et se montre très protecteur envers sa petite sœur Rhyme (ライム, Raimu), qui est sa partenaire durant la première semaine du jeu. Cette dernière est fan des adages et elle ne perd jamais une occasion de sourire ; son attitude sérieuse lui permet d'aider ses amis à comprendre le fonctionnement du jeu et de freiner les actions impulsives de Beat[réf. à confirmer],.

#### Reapers
Afin d'empêcher les participants au « Jeu », de remporter l'épreuve dans le temps imparti, les Reapers peuvent les attaquer par le biais des « Echos », des monstres à l'aspect mi animal mi graffiti (pour certaine parties du corps telles que patte, oreille, etc.). Le dernier jour de chaque semaine de jeu, les Reapers sont autorisés à attaquer en personne les joueurs encore en lice. En fonction de leur puissance et de leurs performances aux cours des « jeux » précédents, les Reapers sont organisés en hiérarchie, allant de simples sbires, aux officiers en passant par les soldats,[réf. à confirmer]. Chaque semaine de jeu, l'un est désigné pour être le « Maître du Jeu ». C'est lui qui désigne l'objectif à atteindre au cours de chaque jour de jeu et les autres Reapers se retrouvent sous ses ordres indépendamment de leur grade. Du côté des Reapers de rang soldat, Koki Kariya et Uzuki Yashiro font généralement équipe tout au long du jeu tandis qu'Higashizawa est le Maitre du Jeu de la première semaine. Chez les Reapers de rang officier, Sho Minamoto et Mitsuki Konishi sont respectivement les Maitres du Jeu des semaines 2 et 3, Megumi Kitaniji quant à lui occupe le rang de Chef d'Orchestre (ou Conductor), c'est lui qui nomme chaque semaine le Maître du Jeu et il est, après le Compositeur qui dirige tout l'Underground, le plus puissant des Reapers.

### Histoire
L'histoire commence avec le réveil de Neku au beau milieu d'un carrefour de Shibuya, devant la tour 104, où il se retrouve en possession d'un mystérieux badge noir sur lequel est gravé une tête de mort lui donnant la faculté de scanner les pensées des gens. À noter que Neku a également perdu une partie de ses souvenirs, notamment ce qui concerne sa mort, ce qui sera important pour la suite de l'histoire. Peu de temps après, il reçoit un message sur son téléphone portable envoyé par les Reapers lui donnant pour mission de rejoindre la tour 104 dans un délai de 60 minutes, sous peine d'être effacé. Un chronomètre s'affiche alors sur sa main droite, lui indiquant le temps restant. Dans l'impossibilité d'effacer le chronomètre et le message de son téléphone, Neku est subitement attaqué par de mystérieuses grenouilles et s'aperçoit que nul ne lui vient en aide ou même ne prête attention à lui et aux grenouilles qui l'agressent. Il se voit dès lors obligé de fuir vers la statue de Hachikō où il rencontre une jeune fille du nom de Shiki qui le contraint à former un pacte avec elle afin de vaincre les grenouilles à l'aide de badges. Après le combat, Shiki apprend à Neku qu'il a la possibilité d'utiliser les badges lors des combats pour vaincre les monstres nommées Echos, dont faisaient partie les grenouilles.

## Système de jeu
The World Ends with You est un jeu vidéo de type Action-RPG organisé en trois chapitres, qui suivent les trois semaines pendant lesquelles Neku participe au Jeu des Reapers avec chacun de ses trois partenaires. Chaque chapitre est divisé en sept actes, un pour chaque jour de la semaine. Le joueur contrôle Neku et son partenaire pendant leur exploration de Shibuya afin de compléter chaque jour la mission qui leur est confiée. La plupart des missions requiert d'être complétée dans un certain intervalle de temps par Neku et son partenaire, ce compte à rebours n'est pas influencé par le temps que passe le joueur à terminer son objectif.
Shibuya est divisé en plusieurs quartiers, certains d'entre eux pouvant être inaccessible certains jours ou bien bloqués par un champ de force ne pouvant être désactivé qu'en satisfaisant la requête du Reaper qui le garde. Ces demandes consistent en général à effacer un symbole de Echo particulier, à rapporter un objet ou bien à porter une marque de vêtements spécifique. Neku peut scanner les environs en activant son badge noir. Ceci lui permet de révéler les pensées des personnages non-joueurs du Realground ce qui peut permettre de progresser dans l'aventure. Le scan dévoile également des symboles de Echos qui rôdent dans la zone, ou dans certains cas autour d'un personnage spécifique. Le joueur démarre un combat en touchant les symboles des Echos; chaque symbole touché correspond à un round de combat. Sélectionner plus d'un symbole d'Echo à la fois résulte donc en un combat en plusieurs rounds (présentés dans le jeu comme des réductions en chaînes (ou Chain reduction) d'Echos) dont la difficulté augmente à chaque round mais qui en échange donne accès à de meilleures récompenses en cas de réussite. Modifier la difficulté des Echos ainsi que le nombre de points de vie de Neku et son partenaire permettent également de changer le type et la quantité de butin reçu à l'issue des combats.
Chaque quartier a sa propre mode affectant le système de jeu. En équipant des vêtements ou des badges de la marque la plus populaire dans le quartier, leurs effets seront augmentés; à l'inverse porter la marque la moins populaire aura l'effet opposé. Le joueur peut cependant accroitre la popularité d'une marque donné en faisant plusieurs combats à la suite en portant des équipements de la marque voulue dans le quartier. Le joueur peut entrer dans des magasins pour acheter de nouveaux badges, vêtements ou consommables qui seront graduellement consommés au fil des combats afin d'augmenter les statistiques de base du personnage.
Une fois le jeu terminé, le joueur peut revenir au jour de son choix durant l'histoire et y rejouer les évènements à nouveau, en conservant ses statistiques et équipements actuels. Les "Rapports Secrets", des documents révélant des éléments de l'histoire, peuvent être obtenus chaque jour en effectuant une mission spécifique (pouvant différer de la mission principale dans la façon d'être réalisée). Terminer le jeu permet également au joueur d'accéder depuis le menu du jeu à "Un autre jour", un jour supplémentaire de missions qui explique certains évènements liés à la trame principale du jeu.
The World Ends with You comporte un mini-jeu appelé Tin Pin Slammer (ou Marble Slash) pouvant être joué contre des adversaires contrôlés par le jeu, ou bien avec jusqu'à trois joueurs au moyen d'une connexion Wi-Fi. Le Tin Pin Slammer est similaire à un jeu de bille dans lequel chaque joueur tente d'éjecter du plateau de jeu les badges des autres joueurs.

### Badges
Les badges sont des objets que les joueurs peuvent utiliser. Ils servent à attaquer, et sont disponibles dans les différents magasins du jeu, ainsi qu'en butin après avoir vaincu certains ennemis. Au début, on peut en avoir seulement 2 dans son Deck de badges, puis, jusqu'à 6 au total. Après chaque bataille, Neku acquiert des Points de Badge (PB) qui varient selon le temps, le nombre de Echos affrontées, les dégâts infligés ainsi que les dégâts subis.
Chaque badge est nivelé. La plupart des badges appartiennent à une marque ainsi qu'un rang pour évaluer leur valeur et leur puissance qui va de D à Angel. Il existe 304 badges de combat, auxquels s'ajoutent certains badges comme les badges-clé (utilisés pour franchir des barrières) ou le badge de Joueur.
Ils sont utilisés en combat par Neku pour arriver à bout des Echos et des Reapers. Certains badges s'activent à la suite de commandes spéciales effectuées avec le stylet, certains sont passifs.
Il existe de nombreux types d'attaques tel que « Shockwave » ou bien « Surrounding » et bien d'autres encore.
Chaque badge s'active d'une manière différente : « Slash Neku », « Blow into the microphone », etc.
Neku possède aussi un badge noir hors des combats, un badge de Joueur, qui lui permet de lire dans les pensées des gens. Utile pour trouver des indices afin de résoudre les missions, il permet aussi de voir les Echos et de les sélectionner pour combattre.

### Équipements
Les vêtements et accessoires sont des objets d'équipement que peuvent utiliser chacun des personnages afin d'améliorer certaines de leurs caractéristiques (puissance d'attaque, points de vie, etc.). Tout comme les badge, les vêtements sont classés en fonction de la marque à laquelle ils appartiennent. Chaque personnage peut équiper au maximum quatre de ces objets, avec comme restriction de ne pas excéder un seul objet par emplacement où il se porte - on ne peut pas équiper deux chapeaux, ou deux paires de chaussures par exemple.

### Consommables
Chaque personnage dispose d'une jauge d'appétit, composée de 24 segments que l'on remplit à l'aide de nourriture ou autres médicaments. Le bonus apporté par un consommable est effectif une fois que celui-ci a été digéré, après un certain nombre de combats (chaque combat permettant de digérer un « segment »). Un segment digéré n'est pas pour autant libéré, il faut attendre le lendemain (basé sur l'horloge de la console) pour que les segments digérés soient à nouveau libre pour recevoir un nouveau consommable.

### Combats
Le système de combat du jeu est appelé Stride Cross Battle System. Les combats se déroulent simultanément sur les deux écrans de la DS. Neku se trouvant sur l'écran tactile, tandis que son partenaire se trouve sur l'écran supérieur. Chaque écran représente une « zone » d'une même aire de combat, les ennemis sont présents simultanément dans les deux zones. Neku et son partenaire sont « synchronisés », c'est-à-dire qu'ils partagent la même barre de vie et que donc même si un des deux combattants ne prend aucun dégâts, son partenaire peut être vaincu et le combat est perdu. Au cours du combat, une aura verte passe de l'un à l'autre des personnages, celui qui est affecté voit ses dégâts infligés aux ennemis augmentés. Les déplacements du halo vert sont déterminés par la caractéristique « sync ratio » des personnages, l'aura reste davantage avec le personnage dont cette caractéristique est la plus élevée. L'équipement de Neku et de ses partenaires peut influer sur la vitesse de déplacement du halo.
Le joueur contrôle Neku sur l'écran tactile en le faisant « glisser » pour le déplacer, où en effectuant des actions pour déclencher les badges et donc attaquer les ennemis (par exemple tapoter l'écran, souffler dans le micro, ou encercler une zone sur l'écran). Certains autres badges (comme ceux de soin) nécessitent juste d'être touchés dans le « deck » pour être activés. Chaque badge peut être utilisé un certain nombre de fois avant d'avoir besoin de se recharger, ce qui le rend inutilisable pendant cette durée. D'autres badges ne se rechargent pas et n'ont donc qu'un nombre limité d'utilisations au cours d'un même combat (ou d'une chaine).
Le partenaire de Neku est contrôlé à l'aide des boutons de la console (A, B, X, Y) ainsi que la croix directionnelle. Il est possible de laisser l'ordinateur contrôler le partenaire automatiquement quand le joueur ne touche pas à ses commandes. Chacun des partenaires de Neku se bat suivant la mécanique d'un jeu de cartes différents, par exemple les actions de Shiki sont déclenchées en faisant correspondre un jeu de cartes de Zener face caché à un modèle indiqué en haut de l'écran. À chaque action réussie, le partenaire gagne une étoile. Une fois que suffisamment d'étoiles ont été collectées, le joueur peut déclencher une attaque « Fusion » en activant l'Harmonizer Pin présent sur l'écran tactile.

### VersionSolo Remix
Adaptée aux systèmes iOS, la version Solo Remix reprend une bonne partie du système de jeu d'origine, mais voit le système de combat complètement modifié pour être adapté à un seul écran. Dans le système de combat de Solo Remix, Neku et son partenaire combattent désormais ensemble dans la même zone. Pour accéder à la forme de fusion, le joueur doit remplir au maximum le taux de synchronisation d'attaque entre les deux personnages, puis taper sur le badge qui s'affiche au niveau de ce taux ; le joueur a la possibilité de multiplier la puissance de la forme de fusion en réussissant un mini-jeu utilisant différentes formes de cartes. Les cartes ESP sont utilisables lors des fusions entre Neku et Shiki où sont présentées brièvement six cartes au joueur, dont trois identiques, qui se retournent ensuite ; le but est de retrouver les trois cartes identiques, plus le joueur trouvera ces cartes de manière exacte et plus les dommages engendrés par la forme fusion seront importants. Les cartes Mantic, représentant des chiffres, sont utilisables lors des fusions entre Neku et Joshua, le but est de taper sur les cartes dans l'ordre le plus rapidement possible tout en évitant la carte dont le nombre est écrit à l'envers. Les cartes Kinesis sont utilisées durant les fusions entre Neku et Beat, l'objectif est de supprimer un certain nombre de cartes jusqu'à mettre en contact deux cartes identiques qui disparaîtront.

## Développement

### Genèse
The World Ends with You a été développé par la même équipe qui a créé la série des Kingdom Hearts avec la participation de Jupiter Corporation. Le développement débute en 2004, peu après la fin du développement de Kingdom Hearts: Chain of Memories et pendant le développement de Kingdom Hearts 2. La mise en place du projet se fait par des échanges d'idées entre Tatsuya Kando (réalisateur), Tomohiro Hasegawa (coréalisateur) et Takeshi Arakawa (directeur de la planification).

### Création d'un nouveau système de jeu
The World Ends with You est le tout premier jeu que Square Enix destine à la Nintendo DS. Pour faire face aux spécificités de la console et à ses capacités, que les développeurs du jeu estiment illimitées, les équipes de The World Ends with You choisissent de créer un nouveau concept de système de jeu et de développer le jeu avec des graphismes en 2D. L'équipe de développement désirant exploiter au maximum l'écran tactile de la console dut également prendre en compte le fait que si l'attention du joueur est focalisée sur l'écran tactile, l'écran supérieur est ignoré. C'est pour éviter cela le système de combat original du jeu fut pensé, afin que le combat se déroule en parallèle sur les deux écrans et que le joueur n'en délaisse pas un des deux.
Les développeurs du jeu mirent également en place un système de difficulté de combat directement contrôlé par le joueur (le joueur décide du moment et du nombre d'ennemis qu'il souhaite combattre), afin d'éviter la formule standard des combats dans les jeux RPG qui peut conduire à une certaine monotonie et entretenir un certain stress chez le joueur. Ce système permet ainsi à tous les joueurs de compétences inégales d'apprécier le jeu de la même manière, en contrôlant et en évaluant les risques et avantages liés aux combats qu'ils engagent selon la difficulté qu'ils choisissent.

## Audio

### Bande-son
À la demande des concepteurs du jeu, Takeharu Ishimoto a composé une bande-son qui reflète les différents genres musicaux que l'on peut écouter en se promenant dans les rues de Shibuya. Les paroles ont été rédigées par Sawa (en), Makiko Noda et Wakako. Les morceaux ont été interprétés par Hirosato Noda au synthétiseur, Takeharu Ishimoto à la guitare, Keiji Kawamori à la guitare basse, Miki Hiroshi à la batterie et Satoko Amikura, Hanaeryca, Londel Hicks, Andy Kinlay, Leah, Mai Matsuda, Makiko Nod, Nulie Nurly, Sawa, Cameron Strother, Ayuko Tanka et Wakako aux voix. Une première version de la bande-son originale sort le 22 août 2007, au Japon, sous le nom de Subarashiki Kono Sekai Original Soundtrack et est vendue via CDJapan ; une seconde version américaine, en vente via iTunes, sort le 18 avril 2008 sous le nom de The World Ends With You Original Soundtrack, différent de la précédente avec le rajout d'un morceau bonus de 3:31 nommé Twister – Gang Mix.
Un autre album sort le 30 juillet 2008 sous le nom de すばらしきこのせかい + The World Ends with You (Subarashiki Kono Sekai + The World Ends with You), contenant des pistes du jeu sur DS, des versions remastérisées de certains morceaux et les quatre morceaux uniques créés pour la version internationale du jeu.
En 2012, trois titres du jeu, Twister, Calling et Someday sont remastérisés pour être intégrés au jeu Kingdom Hearts 3D: Dream Drop Distance. Une nouvelle version de la bande sonore sort le 10 octobre 2012 sous le nom de The World Ends with You – Crossover, incluant des pistes du jeu original sur DS, les versions adaptées à Kingdom Hearts 3D: Dream Drop Distance et les nouvelles versions créées pour la sortie du jeu sous iOS.
Du fait des limitations des cartes de jeu DS, les concepteurs n'avaient pas prévus à la base d'inclure des pistes avec des voix. Cependant, l'implantation du streamer de son Kyūseishu, développé par CRI Middleware et qui avait déjà été utilisé pour compresser des voix (son utilisation pour compresser de la musique est alors une première), a permis d'inclure une bande-son entièrement numérique. Pour cela, il a fallu supprimer les films pré-rendus pour les remplacer par séquences d'animations en flash, afin de libérer de l'espace sur la cartouche pour y inclure la trentaine de pistes ; de fait, un quart de la mémoire morte du jeu est constituée de données de musique compressée.

### Doublage
The World Ends with You n'existe qu'en deux versions linguistiques : une version japonaise et une version anglaise. Il met en vedette quelques doubleurs célèbres comme Kōki Uchiyama dans la version japonaise qui est également connu pour faire la voix des personnages de Roxas et Ventus dans la série de jeux Kingdom Hearts ou encore Heather Hogan dans la version américaine qui double de nombreuses voix dans les jeux vidéo et les séries télévisées.
| Personnage                | Voix japonaise    | Voix américaine   |
| ------------------------- | ----------------- | ----------------- |
| Neku Sakuraba             | Kōki Uchiyama     | Jesse David Corti |
| Shiki Misaki              | Anna Hachimine    | Heather Hogan     |
| Yoshiya « Joshua » Kiryu  | Ryohei Kimura     | Aaron Spann       |
| Daisukenojo « Beat » Bito | Subaru Kimura     | Crawford Wilson   |
| Rhyme                     | Hitomi Nabatame   | Kate Higgins      |
| Sanae Hanekoma            | Kanji Furutachi   | Bart Flynn        |
| Megumi Kitaniji           | Hiroshi Shirokuma | Shane Johnson     |
| Mitsuki Konishi           | Hitomi Nabatame   | Lara Cody         |
| Sho Minamimoto            | Takayuki Fujimoto | Andy Hirsch       |
| Uzuki Yashiro             | Satomi Arai       | Kate Higgins      |
| Koki Kariya               | Anri Katsu        | Andrew Kishino    |
| Yodai Higashizawa         | Kenji Takahashi   | Travis Willingham |

## Accueil
The World Ends with You reçoit des critiques très positives avec des notes relativement élevées de la part des médias vidéoludiques. Il est classé comme étant le 28e meilleur jeu de l'année 2007 par le magazine japonais Famitsu. Le site GameRankings lui attribue une note de 87,99 %, basée sur l'avis de 64 personnes, le classant au rang de 11e meilleur jeu sur Nintendo DS ; la communauté lui a également accordé le rang de 2e meilleur jeu sur DS et de 40e meilleur jeu de l'année 2008. Il est également nommé meilleur jeu sur DS de l'année 2008 par le site web IGN et a été en tête du classement du site pour la meilleure histoire et pour être le meilleur RPG ; il a également été nommé pour la meilleure conception artistique et la meilleure bande-son.
Le système de combat reçoit des critiques relativement bonnes quant à son originalité, sa dynamique et la souplesse de la difficulté, mais toutes soulignent une prise en main initiale qui peut être déconcertante, du fait de l'utilisation des deux écrans de la console et des deux types de commandes, ainsi que de celle des badges, mais qui peut vite devenir gérable et agréable après quelques séries de combats,,,. L'originalité de l'univers et du scénario du jeu par rapport aux actions-RPG classiques ont été unanimement appréciés par les critiques, mais certaines, comme 1UP.com ou Jeuxvideo.com, signalent que cette originalité couplée au style urbain et fashion peuvent rebuter un certain nombre de joueurs et le destinent à un public principalement adolescent,. Le jeu est cité dans Les 1001 jeux vidéo auxquels il faut avoir joué dans sa vie.
Le jeu rencontre un bon succès au Japon avec 80 578 unités écoulées durant la première semaine. Au niveau mondial, le jeu remporte également un assez bon succès avec un total de plus de 780 000 unités vendues, dont 490 000 en Amérique du Nord, 210 000 au Japon, 40 000 en Europe et 40 000 dans le reste du monde, dépassant ainsi les espérances de ses créateurs. La version Final Remix sur Nintendo Switch rencontre quant à elle un succès plus mitigé, notamment au Japon, avec 270 000 unités vendues au niveau mondial, dont 140 000 en Amérique du Nord, 80 000 en Europe, 30 000 au Japon et 20 000 dans le reste du monde.

## Adaptations

### Manga
The World Ends with You a été adapté en manga par le mangaka Shiro Amano, connu pour avoir également adapté en mangas plusieurs opus de la série de jeux Kingdom Hearts. L'adaptation du jeu comporte deux chapitres qui totalisent 32 pages et résument très brièvement les événements de la première semaine.

### Jeu vidéo
Les personnages principaux du jeu (Neku, Shiki, Joshua, Beat et Rhyme) sont également présents dans un autre jeu de Square Enix, sorti en 2012 et développé sur la Nintendo 3DS, Kingdom Hearts 3D: Dream Drop Distance. Dans ce jeu, les cinq joueurs ont été arrachés à leur monde d'origine pour se retrouver dans une copie du monde de la Ville de Traverse, subdivisée en deux plans qui ne peuvent pas interagir entre eux et au sein desquels les personnages ont été séparés ; seul Joshua a la capacité d'évoluer d'un plan à un autre à partir des rêves de Rhyme. Ces personnages ne sont pas jouables, mais ils rencontrent les deux héros du jeu : Sora et Riku.

### Anime
Une adaptation en série d'animation a été révélée le 25 juin 2020 au travers d'un teaser sous la forme d'un site web. L'annonce complète a eu lieu le 3 juillet 2020 au travers d'une bande annonce sur le même site annonçant la diffusion mondiale de The World Ends With You: The Animation par Funimation, à partir du 9 avril 2021. L'anime est une production conjointe entre Square Enix, Domerica et Shin-Ei Animation. La série est produite par Kazuya Ichikawa sur un scenario adapté du jeu par Midori Gotou. Le producteur du jeu, Tomohiko Hirano, ainsi que le réalisateur, Tatsuya Kando supervisent le travail sur l'anime, tout comme les directeurs artistiques Tetsuya Nomura et Gen Kobayashi ainsi que le directeur musical Takeharu Ishimoto. D'après Kando, il a toujours été prévu de créer une série animée inspirée par le jeu, mais le temps et le budget au moment de la sortie du jeu ne le permettaient pas,. Comme plus d'une décennie s'est écoulée entre la sortie du jeu et la diffusion de l'anime, certains éléments du jeu ont été modifiés pour la série animée tels que l'utilisation de smartphones à la place des téléphones à clapet.

### Citations du jeu
1. ↑  Neku à Joshua : « CAT's all about enjoying every moment, with all you've got. Do what you want, how you want, when you want. »
— The World Ends With You, Square Enix, Nintendo DS, 2008.
2. ↑  Mr. H à Neku et Shiki : « There's only one way to stay alive in this Shibuya. Trust your partner ! »
— The World Ends With You, Square Enix, Nintendo DS, 2008.
3. ↑  Mr. H à Neku et Shiki : « Think of me as a sort of… gardian. I watch the Game, to make sure shady types don't start bendin' the rules. »
— The World Ends With You, Square Enix, Nintendo DS, 2008.
4. ↑  Rhyme à Beat alors qu'il s'apprête à attaquer Neku et Shiki qu'il prend pour des Reapers : « Beat ! Stop it ! They're not Reapers. They're players just like us. [...] See ? They've got Player Pins. »
— The World Ends With You, Square Enix, Nintendo DS, 2008.
5. ↑  Rapport secret numéro 7: « As Reapers execute the Game, they undergo a process of evolution, from grunts to officers to the Composer. »— The World Ends With You, Square Enix, Nintendo DS, 2008.
6. ↑  Joshua à Sora et Riku : « I gathered up the very last remnants of their dream and looked for a place to give them refuge. It was then this world appeared […] and Rhyme's dreams allowed us to reach it. »
— Kingdom Hearts 3D: Dream Drop Distance, Square Enix, Nintendo 3DS, 2012.
7. ↑  – Joshua : He's right inside this projection, in another imagining of this world.
– Sora : You mean… another Traverse Town ?
— Kingdom Hearts 3D: Dream Drop Distance, Square Enix, Nintendo 3DS, 2012.
8. ↑  Joshua à Sora : « I'm hanging on to her dream for her. They're my portal. »
— Kingdom Hearts 3D: Dream Drop Distance, Square Enix, Nintendo 3DS, 2012.

### Autres références
1. ↑  [vidéo] Nintendo France, Nintendo Direct Mini - 11.01.2018.
2. ↑  Julia Lee, « The World Ends With You is finally getting a second game », sur Polygon, 23 novembre 2020 (consulté le 10 mars 2021).
3. ↑  (en) Neal Chandran, « The World Ends With You », sur rpgfan.com, 6 mai 2008 (consulté le 27 mai 2013).
4. 1 2 3  (ja) Square Enix, « Characters », sur square-enix.co.jp, 2018 (consulté le 12 décembre 2021).
5. ↑  (en) Dan Whitehead, « The World Ends With You »(Archive.org • Wikiwix • Archive.is • Google • Que faire ?), sur Eurogamer, 24 avril 2008 (consulté le 19 juin 2008).
6. 1 2 3 4 5 6 7  (en) Mark Bozon, « The World Ends With You Review », sur uk.ign.com, 16 avril 2008 (consulté le 11 mai 2013).
7. 1 2 3  (en) Jeremy Parish, « The World Ends With You Review »(Archive.org • Wikiwix • Archive.is • Google • Que faire ?), sur http://www.1up.com/, 17 avril 2008 (consulté le 11 mai 2013).
8. ↑  (en) Adriaan den Ouden, « The World Ends With You — Staff Review », sur RPGamer (consulté le 15 août 2008).
9. ↑  (en) Square Enix, « What's new », sur square-enix.co.jp, 2012 (consulté le 22 avril 2013).
10. ↑  (en) Aaron Linde, « More The World Ends With You Shots Arrive », sur shacknews.com, 16 mars 2008 (consulté le 30 avril 2016).
11. 1 2  (en) Takeshi Arakawa, Tomohiro Hasegawa & Tatsuya Kando, « Postmortem: Square Enix's The World Ends With You », sur gamasutra.com, 30 avril 2009 (consulté le 22 avril 2013), p. 1.
12. 1 2  (en) « Creator's Roundtable, Episode 2 », Square Enix, 2007 (consulté le 18 juin 2008).
13. ↑  (en) Mark Bozon, « The World Ends With You Interview », sur ign.com, IGN, 22 janvier 2009 (consulté le 27 avril 2013), p. 2.
14. ↑  (en) Don, Andrew, « Subarashiki Kono Sekai Original Soundtrack (Japan) », sur squareenixmusic.com, 2007 (consulté le 19 avril 2013).
15. ↑  (en) Don, « The World Ends With You Original Soundtrack (US) », sur squareenixmusic.com, 2008 (consulté le 19 avril 2013).
16. ↑  (ja) Square Enix, « すばらしきこのせかい + The World Ends with You », sur square-enix.co.jp,‎ 2008 (consulté le 27 avril 2013).
17. ↑  (en) Richard Eisenbeis, « Jamming to The World Ends With You Remixes in Kingdom Hearts 3D », sur kotaku.com, 10 avril 2012 (consulté le 23 avril 2013).
18. ↑  (ja) Square Enix, « すばらしきこのせかい-Crossover- », sur square-enix.co.jp (consulté le 24 avril 2013).
19. ↑  (en) Takeshi Arakawa, Tomohiro Hasegawa et Tatsuya Kando, « Postmortem: Square Enix's The World Ends With You », sur gamasutra.com, Gamasutra, 30 avril 2009 (consulté le 27 avril 2013), p. 2.
20. 1 2  (en) Internet Movie Database, « Full cast and crew for Subarashiki kono sekai », sur imdb.com (consulté le 22 avril 2013).
21. 1 2  (en) Edge Staff, « EDGE REVIEW: The World Ends With You », sur edge-online.com, 22 avril 2008 (consulté le 11 mai 2013).
22. 1 2  (en) « 2007's Famitsu Scores Archives », sur web.archive.org (consulté le 11 mai 2013).
23. 1 2  (en) Chris Scullion, « The World Ends With You Review »(Archive.org • Wikiwix • Archive.is • Google • Que faire ?), sur http://www.officialnintendomagazine.co.uk/, 17 avril 2008 (consulté le 11 mai 2013).
24. ↑  (en) « The World Ends With You »(Archive.org • Wikiwix • Archive.is • Google • Que faire ?), sur http://www.allgame.com/, 2008 (consulté le 11 mai 2013).
25. 1 2  boulapoire, « Test : The World Ends with You », sur gamekult.com, 22 avril 2008 (consulté le 11 mai 2013).
26. ↑  (en) Randolph Ramsay, « The World Ends With You Review », sur gamespot.com, 22 avril 2008 (consulté le 11 mai 2013).
27. 1 2 3  Logan, « The World Ends With You », sur jeuxvideo.com, 16 avril 2008 (consulté le 11 mai 2013).
28. ↑  (en) « The World Ends with You »(Archive.org • Wikiwix • Archive.is • Google • Que faire ?), sur metacritic.com, 21 avril 2008 (consulté le 11 mai 2013).
29. ↑  (en) « The World Ends with You: Solo Remix for iPad for iPhone/iPad Reviews »(Archive.org • Wikiwix • Archive.is • Google • Que faire ?), sur metacritic.com, 27 août 2012 (consulté le 11 mai 2013).
30. ↑  (en) « The World Ends with You », sur gamerankings.com, 21 avril 2008 (consulté le 11 mai 2013).
31. 1 2  (en) Mark Bozon, « The World Ends With You Interview », sur ign.com, IGN, 22 janvier 2009 (consulté le 27 avril 2013), p. 1.
32. ↑  (en) « The World Ends With You (DS) », sur vgchartz.com, 14 janvier 2021 (consulté le 12 décembre 2021).
33. ↑  (en) « The World Ends With You: Final Remix (NS) », sur vgchartz.com (consulté le 12 décembre 2021).
34. ↑  (en) « Subarashiki Kono Sekai Manga », sur mangazuki.online, 7 avril 2013 (consulté le 22 avril 2013).
35. ↑  (en) Jennifer Sherman, « The World Ends with You RPG Gets Anime », sur Anime News Network, 25 juin 2020 (consulté le 25 juin 2020).
36. 1 2  (en) Jenni Lada, « Funimation Will Stream The World Ends With You Anime », sur Siliconera, 4 juillet 2020 (consulté le 4 juillet 2020).
37. ↑  (en) Crystalyn Hodgkins, « The World Ends With You Anime Debuts Worldwide in 2021 », sur Anime News Network, 3 juillet 2020 (consulté le 3 juillet 2020).
38. ↑  (en) Jenni Lada, « The World Ends With You Anime Will Launch Worldwide in 2021 », sur Siliconera, 3 juillet 2020 (consulté le 3 juillet 2020).